# 栗林和明
栗林 和明（くりばやし かずあき、1987年 - ）は、日本のクリエイティブディレクター、プランナー、プロデューサー。CHOCOLATE Inc.チーフコンテンツオフィサーをつとめる。

## 経歴
1987年生まれ。2011年3月に上智大学経営学科卒業後、博報堂へ入社。
その後、TBWAHAKUHODOにて手がけた作品が話題となり、カンヌライオンズ、スパイクスアジア、メディア芸術祭、ACCなど、国内外のアワードで、60以上の受賞。JAAAクリエイターオブザイヤー最年少メダリストとなる。米誌Ad Age「40 under 40（世界で活躍する40歳以下の40人）」で、アジアから唯一選出される。
2017年に同社を退社し、CHOCOLATE Inc.に参戦。
広告企画、映画企画、MV企画、アニメーション演出、空間演出、雑貨企画、ボードゲーム開発など、活動領域は多岐にわたる。
2021年には企画プロデュースしたドキュメンタリー映画『14歳の栞』を公開した。
2026年公開目標のアニメ映画『KILLTUBE』にて初監督をつとめる。

## 主な作品

### 映画
- 「14歳の栞」 - 企画プロデュース
- 「MONDAYS／このタイムループ、上司に気づかせないと終わらない」 - 宣伝クリエイティブアドバイザー
- 「もう限界。無理。逃げ出したい」（邦題：ハロー！ブランニューワールド）

### アニメ
- パンの赤ちゃん - 製作

### 雑貨
- 6秒商店／CHOCOLATE Inc. - 企画プロデュース

### 広告
- サントリー THE STRONG「GEKIAWA THE STRONG」 - クリエイティブディレクター
- サントリー 天然水スパークリングレモン「SPARKLING PARK」 - クリエイティブディレクター
- サントリー 天然水スパークリングレモン「略してレモスパ」
- サントリー 南アルプススパークリング「スイッチしよう」
- C.Cレモン「忍者女子高生」｜プランナー
- 日産「Intelligent Parking Chair」 - クリエイティブディレクター
- SoftBank「私立スマホ中学」 - クリエイティブディレクター
- 相鉄「相鉄レコード」
- とろねこチャレンジ
- NISHIKIYA「あの日のあのカレー」
- RECRUIT「出会いってすごくないですか?」 - クリエイティブディレクター

### ミュージックビデオ
- リリカルスクール「RUN and RUN」 - プランナー
- sumika「フィクション」 - クリエイティブディレクター
- 秦基博xあだち充「鱗」 - クリエイティブディレクター
- AKB48「ハイテンション」 - プランナー
- Mrs.Green Apple「春愁」 - クリエイティブディレクター
- ユトレヒト「泣き虫シュレディンガー」 - 監督

### 体験／展示
- 西尾維新大辞展 - クリエイティブディレクター
- シャフト40周年展@3331アーツ千代田 - プランナー
- クリープハイプの脳内博覧会「世界館」 - クリエイティブディレクター
- クリープハイプのすべ展 - 企画プロデュース
- クリープハイプの声をシャワーのように浴びる展 - 企画プロデュース

### ボードゲーム
- ツッコミかるた
- 動画アップしてみたwww
- しりとりスピード
- 大統領トランプ

## 受賞歴
国内外で70を超える受賞
- ショートショート フィルムフェスティバル ＆ アジア：Branded Shorts of the Year
- 米誌Ad Age「40 under 40（世界で活躍する40歳以下の40人）」 - アジアから唯一の選出
- JAAAクリエイターオブザイヤー2016：最年少メダリスト
- ACC TOKYO CREATIVITY AWARDS：グランプリx2
- カンヌライオンズ：Gold
- スパイクスアジア：グランプリ
- メディア芸術祭：審査員特別賞
- Campaign Asia：最優秀若手賞

## メディア露出・講義
- 六本木未来会議
- Tama Design University「つくり方をつくる」）
- Pen 「35人が明かすヒットの秘密」
- WWD Japan「次世代のコンテンツメーカーが考える”企業とユーチューブの付き合い方”とは？

## 審査員
- ACC TOKYO CREATIVE AWARDS ブランデッドコミュニケーション部門（2019〜）
- ACC TOKYO CREATIVE AWARDS フィルム部門（2023）
- YouTube Works （2021）

## 人物
好きな食べ物は「とうもろこし」
特技は「Keynote」
14歳の時、「世界まる見え!テレビ特捜部」で、カンヌライオンズ受賞作品と、その受賞ステージの様子が紹介されているのを見て、“自分もいつかここに立つ気がする”と直感で感じたことで、広告業界を目指す。”シェア”するという行動を起点にどうやって情報を伝播させられるか、を追及していた。その後、「人の心を動かす」ということについてゼロから修行をしなおす必要があることを痛感し、広告会社を退職。
様々なエンターテイメントに関わる様々な領域の知恵を越境して、融合させることに可能性を感じ、CHOCOLATE Inc.でその新しいつくり方を実践している。